# Piedade (kommun)
Piedade är en kommun i Brasilien.   Den ligger i delstaten São Paulo, i den sydöstra delen av landet, 900 km söder om huvudstaden Brasília. Antalet invånare är 52 214.
Följande samhällen finns i Piedade:
- Piedade

I omgivningarna runt Piedade växer i huvudsak städsegrön lövskog. Runt Piedade är det ganska tätbefolkat, med 70 invånare per kvadratkilometer.